# Opere di Daniele Luttazzi

## Libri
- 101 cose da evitare a un funerale, Modena, Comix, 1993. ISBN 88-7686-221-8
- Locuste. Come le formiche, solo più cattive, Modena, Comix, 1994. ISBN 88-7686-496-2
- Sesso con Luttazzi, Modena, Comix, 1994. ISBN 88-7686-497-0; Milano, Mondadori, 2000. ISBN 88-04-47641-9
- Adenoidi, Milano, Bompiani, 1995. ISBN 88-452-2446-5; Milano, Rizzoli, 1999. ISBN 88-17-68016-8
- Va' dove ti porta il clito, Modena, Comix, 1995. ISBN 88-7686-630-2; 1996. ISBN 88-7686-681-7
- C.R.A.M.P.O..Corso Rapido di Apprendimento Minimo per Ottenebrati, Modena, Comix, 1996. ISBN 88-8193-009-9 Le prime edizioni contenevano in appendice Locuste
- Come sopravvivere quando un gatto se ne va, Modena, Comix, 1996 (usando eteronimo "Alessandra Coen")
- Gioventù Cannibale, con altri, Torino, Einaudi, 1996. ISBN 88-06-14268-2
- Tabloid, Modena, Comix, 1997. ISBN 88-8193-017-X; 1997. ISBN 88-8193-040-4
- Teatro. Rettili & roditori, Scene da un adulterio, Modena, Comix, 1998. ISBN 88-8193-056-0
- Cosmico! Una valida alternativa all'intrattenimento intelligente, Milano, Mondadori, 1998. ISBN 88-04-45082-7
- Barracuda, Milano, Mondadori, 1999. ISBN 88-04-45850-X
- Luttazzi Satyricon, Milano, Mondadori, 2001. ISBN 88-04-49523-5
- Benvenuti in Italia, Milano, Feltrinelli, 2002. ISBN 88-07-84011-1
- Capolavori, Milano, Feltrinelli, 2002. ISBN 88-07-84021-9
- La castrazione e altri metodi infallibili per prevenire l'acne, Milano, Feltrinelli, 2003. ISBN 88-07-84029-4
- Bollito misto con mostarda, Milano, Feltrinelli, 2005. ISBN 88-07-84054-5 include I giardini dell'epistassi
- Lepidezze postribolari, ovvero Populorum progressio, Milano, Feltrinelli, 2007. ISBN 88-07-84077-4
- La guerra civile fredda, Milano, Feltrinelli, 2009. ISBN 978-88-07-70213-6
- La quarta necessità, (disegni di Massimo Giacon), Milano, Rizzoli, 2011. EAN: 788817053471
- Lolito, Roma, Il Fatto Quotidiano, 2013; Milano, Chiarelettere, 2013. ISBN 88-6190-458-0
- Bloom Porno-Teo-Kolossal, Roma, Il Fatto Quotidiano, 2015.
- Infinite Reich, Roma, Paper First, 2022.

### 101 cose da evitare a un funerale
101 cose da evitare a un funerale è un libro pubblicato nel 1993 dalla rivista umoristica Comix. Contiene 101 esercizi di stile comico, che spaziano dall'umoristico al grottesco, tipo "Fingere di rimanere con un dito incastrato fra le mani del defunto".

### Locuste. Come le formiche, solo più cattive
Locuste (Comix, 1994) è una parodia splatter dell'antologia Anche le formiche nel loro piccolo s'incazzano.

### Sesso con Luttazzi
Sesso con Luttazzi (Comix 1994 (tre edizioni), Mondadori 2000) è un trattato comico sul sesso. Scritto in stile catechistico, a domande e risposte, e riccamente illustrato con foto, disegni e diagrammi, è "una guida completa agli aspetti più interessanti della sessualità moderna".
Il libro riprende e amplia in 30 capitoli la fortunata rubrica Sesso con Luttazzi del programma televisivo Magazine 3 (1993). Dall'opera, Luttazzi ha ricavato il monologo teatrale omonimo, portato in scena lo stesso anno.
Luttazzi ne ripropone una versione aggiornata ogni 5 anni («cioè ogni volta che faccio sesso»), con l'obiettivo primario di «divertire e informare».

### Adenoidi
Adenoidi è un'antologia di monologhi, sketch televisivi e racconti pubblicata da Bompiani (1995) e Rizzoli (1999).

### Va' dove ti porta il clito
Va' dove ti porta il clito è la parodia del bestseller di Susanna Tamaro Va' dove ti porta il cuore. L'opera riceve il "Premio di satira politica Forte dei Marmi".. La Tamaro e la Baldini e Castoldi fanno causa per plagio, ma Luttazzi, in favore del quale si pronunciano Maria Corti e Guido Almansi, vince la causa: secondo il giudice è parodia e non plagio. Dall'opera, Luttazzi ricava il monologo teatrale omonimo.

### C.R.A.M.P.O
C.R.A.M.P.O. Corso Rapido di Apprendimento Minimo per Ottenebrati (Comix, 1996) è un trattato che contiene le surreali lezioni degli improbabili professori (Blahnik "Testa di Melone" Bleschmitt, docente di Scienze Naturali e Proctoscopia; Dragana Lickle, docente di Teologia ed Educazione Fisica; Brood Dagnab, docente di Italiano e Prestidigitazione; e altri) del campus C.R.A.M.P.O. "ideato nel 1918 da Halcyone Moog, una virago portoricana sfigurata dalla sifilide, ma abbellita dal vaiolo".

### Gioventù cannibale
L'antologia Gioventù cannibale (Einaudi, 1996) contiene il racconto di Luttazzi Cappuccetto splatter, riscrittura pulp della favola di Cappuccetto rosso. "Era la presa in giro di una moda narrativa che sublimava gli eccessi estetizzandoli, alla Bret Easton Ellis".

### Tabloid
Tabloid (Comix, 1997) contiene tutte le battute dell'omonima rubrica scritta e interpretata da Luttazzi, nei panni del giornalista Panfilo Maria Lippi, a Mai dire Gol. Inoltre contiene materiali inediti, foto, dieci "Speciali" (Il mistero del batuffolo di lanugine, Jacques "Boom Boom" Chirac e la fine del mondo, Scoperto il gag-man di Andreotti, Sud, Non esiste alcun libro intitolato "La Divina commedia", Spolette a Spalato, Come attaccare bottone con una top-model defunta, Agosto: la morte s'abbronza, Let the sunshine in, Burghy) e l'Autobiografia di Dingo (l'amico invisibile di Panfilo).

### Teatro
Teatro (Comix, 1998) contiene due atti unici: Rettili & roditori e Scene da un adulterio. Il primo, che ha per protagonisti Stefania (28 anni, ballerina tv), Tosca (24 anni, studentessa) e Daniele (35 anni, copywriter), è una riflessione satirica sull'amore giovane e sui compromessi cui la vita ti obbliga. Il secondo è una parodia grottesca di Scene da un matrimonio e ha per protagonisti Luisa (dentista quarantenne, una virago) e Mario (rappresentante di profumi, cinquantenne, un debole).

### Cosmico!
Cosmico! Una valida alternativa all'intrattenimento intelligente (Mondadori, 1998) restituisce, regalando moltissimi inediti rispetto al materiale usato in tv, i tre personaggi interpretati da Luttazzi nelle due edizioni di Mai dire gol cui partecipò come coautore e co-interprete (1994, 1995): il professor Dervis Fontecedro, il giornalista Panfilo Maria Lippi, e l'annunciatrice Luisella Gori.

### Barracuda
Barracuda (Mondadori, 1999) raccoglie ed amplia i materiali comici usati da Luttazzi nell'omonimo programma tv. Il libro è diviso nelle sezioni che strutturavano il varietà di Luttazzi (Presigla, Primo blocco, La posta, Le interviste, Nero, Secondo Blocco, 5 fatti poco noti, Le interviste, Nero, Terzo blocco, Le mie ex, Fotoquiz, I libri della settimana, Nero). Il "nero" (termine con cui in gergo televisivo si indica lo spazio per la pubblicità) viene qui interpretato in senso metaforico e occupato da comici enigmi polizieschi, i Dieci casi per il commissario Macchi.

### Luttazzi Satyricon
Luttazzi Satyricon (Mondadori, 2001) contiene tutti i testi comici e satirici dell'omonimo talk show tv e moltissimi inediti. La struttura del libro segue quella del programma (il monologo, la lista, notizie dal futuro, la posta, pop-up tg, le scenette, la sit-com, i libri).

### Benvenuti in Italia
Benvenuti in Italia (Feltrinelli, 2002) si apre con il monologo omonimo, contiene undici racconti satirici (fra cui Storia della pecetta da censura, Le cirque Marx, La moglie di Nat Zaftig) e si chiude con il monologo Rebecca, che verrà portato in scena l'anno seguente all'interno del monologo Adenoidi 2003.

### Capolavori
Capolavori (Feltrinelli, 2002) è un'antologia del lavoro grafico di Luttazzi: illustrazioni che creano una teoria di personaggi, a ciascuno dei quali è associato un breve racconto umoristico. Luttazzi usa diversi stili, da quello cartoon anni cinquanta a quello realistico.

### La castrazione e altri metodi infallibili per prevenire l'acne
La castrazione e altri metodi infallibili per prevenire l'acne (Feltrinelli, 2003) contiene i testi satirici successivi all'editto bulgaro berlusconiano del 2002. Contiene il monologo omonimo, che confluirà nello spettacolo teatrale Bollito misto con mostarda (2004), la sezione Satira (terrorismo, sesso, politica, religione, società, esteri, blog, moleskine, Lavinia, insulti), sette Dialoghi platonici e, in appendice, la sceneggiatura del film Tabù, una parodia satirica di Indovina chi viene a cena?.

### Bollito misto con mostarda
Bollito misto con mostarda (Feltrinelli, 2005) è divisa in tre sezioni: la prima, surreale, vede Luttazzi in missione in Iraq (ne ricaverà il monologo "Come uccidere causando inutili sofferenze"); la seconda, satirica, si occupa di temi politici e religiosi; la terza, infine, è una fantasia grottesca che coinvolge vari divi del jet set internazionale invitati al matrimonio di Madonna (di questa, il racconto spiega il passaggio dal libro Sex all'ebraismo).
La foto sulla copertina del libro è una parodia satirica dell'Ultima cena di Leonardo, con Luttazzi al posto di Gesù e dodici modelle in guepière invece dei dodici apostoli.

### I giardini dell'epistassi
I giardini dell'epistassi (Feltrinelli, 2005), libretto allegato al DVD dello spettacolo Bollito misto con mostarda, contiene 74 cartoline dai viaggi di Luttazzi, ciascuna accompagnata da un breve testo comico/surreale.

### Lepidezze postribolari
Lepidezze postribolari, ovvero Populorum Progressio (Feltrinelli, 2007), che si apre con una postfazione critica su internet, prosegue con un indice che raccoglie tutti i post del blog di Luttazzi dall'aprile 2005 all'aprile 2007, continua con una introduzione che contiene, edite e rimixate, tutte le risposte di Luttazzi alle interviste che gli hanno fatto negli ultimi anni, anche per tesi universitarie, e si chiude con una sezione video: foto a colori relative a personaggi e avvenimenti di cronaca, ciascuna con un commento satirico. Parte di questi materiali confluiranno nel monologo Barracuda 2007.

### La guerra civile fredda
La guerra civile fredda contiene, espandendolo notevolmente, il testo del monologo teatrale Decameron, una serie di racconti satirici (fra cui Zombies a Montecitorio), una sezione che raccoglie le sue risposte a interviste recenti, e si chiude con la raffica di battute del capitolo Ultim'ora. In appendice, le 14 tavole della Cow crucis, ideata da Luttazzi e disegnata da Massimo Giacon, per la puntata mai andata in onda del programma Decameron.
La parte iniziale del libro è un saggio satirico che illustra, con dovizia di esempi, le tecniche retoriche della narrazione emotiva, usate dagli spin doctors per orientare i favori del pubblico di elettori. Il libro contiene inoltre una demistificazione della narrazione evangelica alla luce di recenti scoperte relative al rapporto fra il carnevale e la tradizione pasquale.

### La quarta necessità
A Lucca Comics & Games 2011 viene presentato il graphic novel satirico La quarta necessità, soggetto e sceneggiatura di Luttazzi, disegni di Massimo Giacon, edizioni Rizzoli Lizard.

### Lolito
Pubblicato a ridosso delle elezioni politiche in Italia del 2013, il romanzo Lolito è una satira del rapporto fra Berlusconi e l'Italia attraverso la parodia del romanzo Lolita di Nabokov.

### Bloom Porno-Teo-Kolossal
Pubblicato nel febbraio 2015 con il Fatto Quotidiano, il romanzo satirico Bloom Porno-Teo-Kolossal è "il secondo di una trilogia satirica il cui bersaglio extraletterario è il popolaccio italiano, che si merita tutto il male che gli capita, poiché considera indice di massima furbizia l'essere complice del potere che lo vessa, e vivere all'accatto di prebende più o meno fortunose".

### Infinite Reich
Pubblicato a Novembre 2022. Infinite Reich è un’impresa narrativa, una parodia che si confronta con un classico – Infinite Jest di David Foster Wallace, una satira del consumismo Usa come nuovo Reich – ricontestualizzandolo nella Germania nazista del 1945, e rileggendolo col senno, e la rabbia, di poi.

## Monologhi teatrali

### Sesso con Luttazzi
Il monologo teatrale, secondo le intenzioni dell'autore, è uno spettacolo scientifico e pedagogico che mantene la struttura catechistica del libro, con domande e risposte sul sesso; le risposte sono comiche, ma il contenuto è vero: il pubblico si diverte e impara. L'impianto scenico è quello di un'aula scolastica con cattedra e lavagna, su cui Luttazzi traccia diagrammi e disegni; la forma del monologo è una parodia delle lezioni universitarie e contiene una satira della religione cattolica: a un certo punto c'è l'innalzamento di una caraffa di sangue mestruale, dove Luttazzi recita delle frasi di Virgilio in latino, come fosse un sacerdote durante la messa.
Ogni 5 anni lo spettacolo viene aggiornato per tenere conto dei cambiamenti delle generazioni. «La prima versione poneva le fondamenta di un discorso di liberazione sessuale di cui tutti, credo, abbiamo bisogno. Esplorava gli aspetti più meccanici della sessualità, che vengono normalmente trascurati, come certe posizioni o il punto G maschile, del quale sono stato il primo a parlare». L'ultima versione tiene conto inoltre di novità come il Viagra, il gel vaginale o delle quattordicenni disinibite e della nuova visione del matrimonio: «Si è evoluta anche la consapevolezza di quanto il matrimonio sia legato alla cultura e non alla natura. Una coppia su tre dopo dieci anni sceglie il divorzio: se capitasse a un'auto, il modello verrebbe ritirato dal mercato». Si parla anche di tematiche legate alla meccanica e alla fisiologia, alla convivenza e ai sentimenti, agli aspetti medici e alla prevenzione».

### Tabloid
Il monologo teatrale, come il libro omonimo, contiene molte battute mai viste a Mai dire Gol: o perché i funzionari Mediaset ponevano il veto, oppure perché non si prestavano al mezzo televisivo.

### Adenoidi 2003
La prima parte dello spettacolo tratta temi dell'attualità, la seconda è una parte autobiografica: «racconta di come una certa educazione cattolica possa complicare i rapporti con l'altro sesso». Nella parte sull'attualità, si occupa ampiamente del governo Berlusconi col concetto di Golpe al rallentatore, e delle anomalie della televisione italiana, con lo sketch sui cinque tabù della RAI.
Lo spettacolo contiene ovviamente Adenoidi, «il primissimo monologo: lo ripropongo perché risale alla prima epurazione dalla Rai, nel 1988, cosa che si è ripetuta. Lo metto come segno di buon auspicio».

### Bollito misto con mostarda
Bollito misto con mostarda è il terzo monologo della trilogia dedicata a Berlusconi. Il primo era Satyricon, che si occupava della sua ascesa al potere; il secondo, Adenoidi 2003, parlava della presa del potere; e infine Bollito Misto con mostarda, che narra la fase di decadenza dell'impero», perché spiega Luttazzi «storicamente si sa che quando un impero raggiunge la sua acme in realtà è già cominciata la fase di decadenza. Per fortuna - ironizza - Berlusconi non legge i libri di storia, tant'è vero che è convinto che Romolo avesse un fratello di nome Remolo». Nell'anteprima per il mensile MAXIM (novembre 2004) dichiara: «Commenterò quello che sta capitando in Italia e nel mondo: guerra, terrorismo, religione e ciò che succede quando la politica è in mano a reazionari del calibro di Bush, Blair e Berlusconi. I quali si stanno dando un gran daffare per risolvere la guerra in Iraq. O almeno, il gran daffare di chi se ne sbatte delle sorti del mondo».
Questo spettacolo viene rifiutato da alcuni teatri, come il teatro Olimpico di Roma. In quella circostanza, Luttazzi si affitta da solo l'Auditorium di Roma per due giorni e fa il tutto esaurito.
Durante la tournée lo spettacolo viene costantemente aggiornato in base agli avvenimenti d'attualità; per esempio la prima romana capitò lo stesso giorno dell'elezione di Ratzinger, al che Luttazzi esordì con: «Eletto il nuovo papa. È il cardinal Ratzinger. Subito condannato di nuovo Galileo»; seguirono altri 10 minuti di battute sul tema, fra cui: «Ratzinger ha invitato i giovani a praticare la castità. Se funziona con loro, poi proverà con i preti».
Il titolo si riferisce ai bolliti della cronaca politica e di costume; metaforicamente, a un piatto invernale, come invernale è la satira; la mostarda allude inoltre al gas mostarda usato nella prima guerra mondiale. Lo spettacolo termina elevando la ferocia satirica al piano della poesia col remake virtuosistico di una gag classica e impervia: Jerry Lewis e la sua macchina per scrivere.

### Come uccidere causando inutili sofferenze
Tratto dalla prima parte del libro Bollito misto con mostarda, in questo monologo Luttazzi immagina di essere inviato dal governo in missione in Iraq ad allietare le truppe italiane, «perché sono lì che credono di essere in missione di pace ma quando gli sparano addosso si avviliscono». Luttazzi racconta tappa dopo tappa tutto quello che succede da Nassiriya risalendo il Tigri e l'Eufrate fino a Mosul e a Tikrit. I particolari del viaggio sono tutti veri: Luttazzi impiega un anno e mezzo per scriverlo, attingendo informazioni da un amico che fa l'istruttore dei reparti scelti a Nassiriya e che gli mostra filmati inediti.
La parte comica consiste invece nelle interazioni con gli altri personaggi. Il tema è satirico, ma diversamente dagli ultimi suoi spettacoli il trattamento è comico surreale, i toni sono quelli di una farsa grottesca: «affronto delle bugie per le quali la gente sta morendo». «Cronaca, satira, trovate surreali e rimandi all'attualità si incrociano secondo una tecnica nuova e stimolante per il pubblico».

### Barracuda 2007
In anteprima dal 10 novembre 2006 a Conegliano, e in prima nazionale il 26 gennaio a Bologna, Luttazzi debutta con Barracuda 2007, un monologo del 1999, ma completamente rivisto e aggiornato. La prima parte è più surreale e comprende la versione aggiornata di Barracuda. La seconda parte, più satirica, si occupa dell'attualità. Precisando di aver votato Ulivo «perché avevo presente la squallida alternativa», Luttazzi critica con le sue battute la scelta di Clemente Mastella come ministro della giustizia, la disattesa cancellazione delle leggi vergogna, della legge 30 e del L. 21.2.2006 n. 49 (la cosiddetta legge Fini), stigmatizza l'indulto esteso ai reati finanziari e ai grandi crimini, la proposta di legge Gentiloni che non consente la nascita del terzo polo televisivo, e altri aspetti. Luttazzi è però a favore della legge finanziaria, di cui illustra alcune misure, spiegando perché le ritiene efficaci per il risanamento economico.

### Decameron
Il 14 novembre 2008 debutta al Gran Teatro di Roma il monologo "Decameron", due ore di "satira incandescente contro la politica reazionaria del governo Berlusconi, contro l'opposizione molle del PD, contro l'oscurantismo del Vaticano e contro il potere della Satira."; Luttazzi lo definisce "un antidoto alla comicità tranquilla che la tv commerciale e la Rai hanno ormai imposto agli italiani come modello, la comicità che ha lo scopo di rassicurare e intontire con i suoi parossismi prevedibilissimi. Tutta merda che mi sono già mangiato da un pezzo."
Dal 13 febbraio 2010 Il Fatto Quotidiano distribuisce il DVD del monologo teatrale, mai andato in onda in TV.

## Musica
Nel 2002 scrive la canzone "Sometimes" cantata da Ada Montellanico nel cd "Suoni modulanti".
Per il suo disco Money for dope (EMI, 2005) ha creato un connubio insolito fra i registri della New wave anni settanta e quelli del jazz anni cinquanta. «Ammiro molto la stranezza perché è quasi sempre sinonimo di originalità e indipendenza di pensiero», come quella degli Sparks, di Eels, The Magnetic Fields, They Might Be Giants, Björk e Goldfrapp. Si tratta di un musical elegiaco, composto da dieci pezzi scritti da Luttazzi nell'arco di vent'anni, e arrangiati dal jazzista e direttore d'orchestra Massimo Nunzi. Il disco narra la storia di un'amica morta per overdose e contiene sia aspetti tragici, sia momenti buffi e ironici.
Il secondo cd School is boring (EDEL, 2007) conferma il mood espressivo del primo con dieci canzoni che narrano storie di superstiti da naufragi sentimentali. Dieci ritratti femminili condensati in canzoni insolite, composte fra il 1979 e il 2005. Il disco viene distribuito inizialmente solo su internet: dal 15 giugno ne viene commercializzata una versione su cd (Edel Music).
Dal settembre 2009 Daniele Luttazzi propone, oltre al tour satirico, il tour musicale "Songbook", accompagnato da una band di quattro elementi (basso, chitarra, tastiere, batteria). Il repertorio, brani dei primi due cd più diverse canzoni inedite, è arrangiato secondo gli stilemi della dance music anni ottanta. Nell'introdurre il concerto, Luttazzi definisce la nuova tendenza "New Disco: temi sociali e temi scabrosi esplorati a ritmo di musica dance. Perché la rivoluzione, che mi auguro prossima, dovrà essere fatta divertendosi."

## Traduzioni, prefazioni
- Traduzione e introduzione di Daniel Clowes, L'antologia ufficiale di Lloyd LLewellyn, Bologna, Telemaco, 1992.
- Introduzione a Francesca Ghermandi, Hiawata Pete, Bologna, Granata Press, 1993. Nuova edizione: Coconino Press, 2008. ISBN 978-88-7618-112-2
- Prefazione a Daniele Brolli e Roberto Baldazzini, Trans/Est, Bologna, Phoenix, 1994.
- Prefazione a Lenny Bruce, Come parlare sporco e influenzare la gente, Milano, Bompiani, 1995. ISBN 88-452-2445-7
- Prefazione a Massimo Giacon, Sexorcismo 2000, Roma, Mare Nero, 2000. EAN: 9788887495072
- Introduzione a Andrea Scanzi, C'è tempo. Ritratti a scomparsa, Ancona, PeQuod, 2003. ISBN 88-87418-47-0
- Traduzione e introduzione di Woody Allen, Effetti collaterali, Milano, Tascabili Bompiani, 2004. ISBN 88-452-3304-9
- Traduzione e introduzione di Woody Allen, Senza piume, Milano, Tascabili Bompiani, 2004. ISBN 88-452-3305-7
- Traduzione e introduzione di Woody Allen Rivincite, Milano, Tascabili Bompiani, 2004. ISBN 88-452-3306-5
- Introduzione a Stan Lee e John Romita Sr., The complete Spider-Man, vol. II, 29/1/1979-11/1/1981, Modena, Panini comics, 2007. ISBN 978-88-8343-717-5